# خافيير أومباديس
خافيير أومباديس (بالإسبانية: Javier Umbides)‏ (9 فبراير 1982 بمحافظة سانتياغو ديل استيرو في الأرجنتين - ) هو لاعب كرة قدم أرجنتيني في مركز الوسط. لعب مع أرجنتينوس جونيورز وأريس تسالونيكي وأوردو سبور وأوليمبياكوس فولو وديفنسا خوستيكا وديفينسوريس دي بيلغرانو ونادي أتروميتوس وEstudiantes de Buenos Aires ‏ ونادي أتليتكو للبنين ‏.

## روابط خارجية
- خافيير أومباديس على موقع الاتحاد الأوربي (الإنجليزية)
- خافيير أومباديس على موقع اتحاد تركيا (لاعب) (الإنجليزية)
- خافيير أومباديس على موقع قاعدة بيانات كرة القدم.إي يو (الإنجليزية)
- خافيير أومباديس على موقع عالم كرة القدم.نت (الإنجليزية)